# 蛋黄猫
蛋黃貓是李緯一創作的肥貓主題的卡通形象，用於微信表情包，誕生於約2013年。

## 歷史
該虛擬貓一開始叫開心貓，誕生於2013年，在第一彈和第二彈中體型較為苗條，只是比普通的貓形象稍胖，顏色為橙色。
第三彈至第十三彈中變肥了很多，顔色仍為橙色。
2017年更名爲蛋黃貓。
2018年第十四彈中可能爲了印刷方便，顔色從橘色變爲亮黃色，較爲刺眼，噗噗貓開始變得更女性化，開始有了腿，有時會穿上衣服。

## 衍生角色
- 噗噗貓，蛋黃貓的女朋友，小眼睛的米色肥貓。
- 呆咪，蛋黃貓鄉下來的灰貓表弟，體格壯實，眼睛比噗噗貓更小，喜歡喝酒。